# Kitaj-gorod (stacja metra)
Kitaj-gorod (ros. Китай-Город) – stacja moskiewskiego metra (kod 096) linii Kałużsko-Ryskiej (linia 6.) i linii Tagańsko-Krasnopriesnieńskiej (linia 7.). Nazwa pochodzi od rejonu Kitaj-gorod w centralnym okręgu administracyjnym Moskwy, gdzie jest położona. Do 5 listopada 1990 Płoszczad' Nogina (Площадь Ногина). Wyjścia prowadzą na place Iljinskije Worota, pł. Sławianskaja, Warwarskije Worota i Solianskij Tupik.

## Wystrój
Kompleks jest dwupoziomowy, składa się z dwóch niezależnych, trzykomorowych stacji połączonych przejściem. Zachodnia stacja posiada dwa rzędy kolumn obłożonych jasnożółtym marmurem, a gzymsy u podstawy sufitu aluminium, dlatego często nazywano ją „Kryształ” (Кристалл). Ściany nad torami wyłożono białym i szarym marmurem, i przyozdobiono panelami z symbolami sierpa i młota. Podłogi pokrywa marmur w różnych odcieniach szarości.
Wschodnia stacja nazywana jest „Garmoszka” (harmoszka, rodzaj akordeonu), z powodu jasnoszarego i żółtego marmuru na kolumnach. Ściany pokrywa jasny marmur, przyozdobione metalowymi panelami z motywem płonącej pochodni. Podłogi pokrywa szary granit.